# Lawton (Oklahoma)
Lawton is een plaats (city) in de Amerikaanse staat Oklahoma, en valt bestuurlijk gezien onder Comanche County.

## Demografie
Bij de volkstelling in 2000 werd het aantal inwoners vastgesteld op 92.757.
In 2006 is het aantal inwoners door het United States Census Bureau geschat op 87.540, een daling van 5217 (-5,6%).

## Geografie
Volgens het United States Census Bureau beslaat de plaats een oppervlakte van
194,6 km², geheel bestaande uit land. Lawton ligt op ongeveer 338 m boven zeeniveau.
Even ten noorden van de plaats ligt de berg Mount Scott.

## Plaatsen in de nabije omgeving
De onderstaande figuur toont nabijgelegen plaatsen in een straal van 24 km rond Lawton.

## Geboren
- Leon Russell (1942-2016), popmuzikant
- Stephen Hillenburg (1961-2018), animator
- Paul Sparks (16 oktober 1971), acteur